# Мартюхи (Тверская область)
Мартюхи́ — деревня на юго-западе Торопецкого района Тверской области. Входит в состав Подгороднеснского сельского поселения.

## География
Деревня расположена в 5 км к северу от районного центра Торопец. Расстояние по автодороге: до Торопца — 7 км, до Подгороднего — 4.5 км.

## Этимология
Название деревни образовано от мужского личного крестильного имени Мартин, Мартюха, что значит «посвященный Марсу, воинственный Марсов».

## История
На топографической карте Фёдора Шуберта, изданной в 1871 году обозначена деревня Мартюхова. Имела 12 дворов. 

## Население
| 2010 |
| ---- |
| 67   |